# 安圭拉腊萨巴齐亚

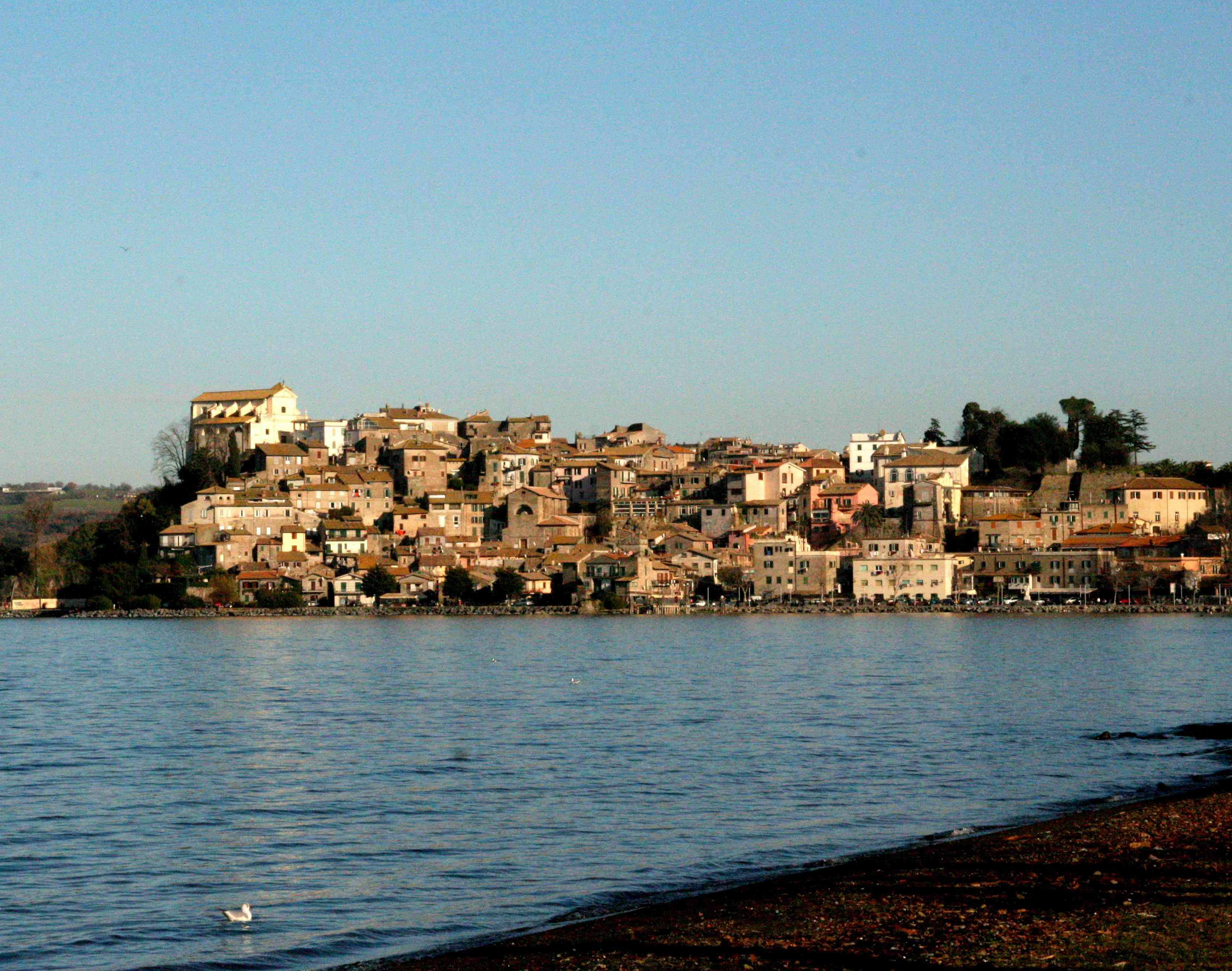
市镇风景

安圭拉腊萨巴齐亚（義大利語：Anguillara Sabazia）是意大利拉齐奥大区羅馬首都廣域市的一个市镇，位于布拉恰诺湖畔，面积74.9平方公里，人口16,273人（2004年）。